# ジッフォーニ・セーイ・カザーリ
ジッフォーニ・セーイ・カザーリ（伊: Giffoni Sei Casali）は、イタリア共和国カンパニア州サレルノ県にある、人口約5,100人の基礎自治体（コムーネ）。

## 地理

### 位置・広がり

#### 隣接コムーネ
隣接するコムーネは以下の通り。
- カルヴァーニコ
- カスティリオーネ・デル・ジェノヴェージ
- フィシャーノ
- ジッフォーニ・ヴァッレ・ピアーナ
- サン・チプリアーノ・ピチェンティーノ

## 行政

### 分離集落
ジッフォーニ・セーイ・カザーリには、以下の分離集落（フラツィオーネ）がある。
- Capitignano, Sieti, Malche, Prepezzano